# Domenico Gramazio
Domenico Gramazio (Roma, 6 febbraio 1947) è un politico, pubblicista e sindacalista italiano.

## Biografia
Eletto alla Camera con Alleanza Nazionale nel 1994 e confermato nel 1996, è rimasto in carica fino al 2001. 
Alle elezioni politiche del 2006 viene eletto al Senato della Repubblica con AN, confermando poi il seggo anche alle elezioni politiche del 2008 con il Popolo delle Libertà.
Oltre al suo impegno nel campo dei problemi della sanità, è ricordato per essere stato uno degli artefici, il 24 gennaio 2008, della gazzarra nell'aula del Senato con la quale parte degli esponenti del centrodestra celebrarono la caduta del secondo governo Prodi: fu infatti Gramazio, insieme al collega Nino Strano, a introdurre in aula e consumare platealmente (offrendone anche ad altri senatori) una bottiglia di spumante e fette di mortadella a mo' di sberleffo verso l'esecutivo appena sfiduciato.
Con Storace governatore della Regione Lazio, viene eletto presidente dell'Agenzia di Sanità Pubblica della Regione Lazio, ruolo dal quale si dimette nel 2006 a seguito di una serie di scandali.
Nel 2011, malgrado l'incompatibilità legata al doppio incarico,  rientrerà nella stessa agenzia nel ruolo di Presidente del Comitato Scientifico, suscitando così la reazione dell’on. Giulia Rodano, consigliere regionale di Italia dei Valori, vicepresidente della Commissione Sanità della Regione Lazio, che così commentava: “Apprendiamo dalle agenzie che a guidare il comitato Scientifico dell’Agenzia di Sanità Pubblica sarà Domenico Gramazio. Ci congratuliamo con lui e ci chiediamo anche quali titoli e pubblicazioni abbia prodotto nella sua carriera per ottenere un incarico di così grande delicatezza, in cui sono necessarie tante competenze tecniche. In una giornata elettorale palesemente avversa alle amministrazioni di centrodestra, questa è un’ulteriore notizia che fa riflettere su come viene governata la Regione Lazio e in particolare la sanità”
Torna agli onori della cronaca in occasione dello scandalo di Mafia Capitale quando il figlio Luca, già capogruppo del Popolo della Libertà in consiglio comunale a Roma poi della Regione Lazio, viene confinato agli arresti domiciliari anche per i rapporti con Massimo Carminati i cui genitori erano amici di Gramazio senior quando era dirigente del MSI; Luca verrà condannato in appello a 8 anni e 8 mesi.